# Coelichneumon pervagus
Coelichneumon pervagus là một loài tò vò trong họ Ichneumonidae.